# Шоугуан
Шоугуан (кит. спр. 寿光市, піньїнь: Shòuguāng Shì) — місто-повіт в центральнокитайській провінції Шаньдун, складова міста Вейфан.

## Географія
Шоугуан розташовується у нижній течії річки Міхе.

### Клімат
Місто знаходиться у зоні, котра характеризується вологим субтропічним кліматом. Найтепліший місяць — липень із середньою температурою 26.6 °C (79.9 °F). Найхолодніший місяць — січень, із середньою температурою -2.4 °С (27.7 °F).
| Клімат Шоугуана         | Клімат Шоугуана | Клімат Шоугуана | Клімат Шоугуана | Клімат Шоугуана | Клімат Шоугуана | Клімат Шоугуана | Клімат Шоугуана | Клімат Шоугуана | Клімат Шоугуана | Клімат Шоугуана | Клімат Шоугуана | Клімат Шоугуана | Клімат Шоугуана |
| Показник                | Січ.            | Лют.            | Бер.            | Квіт.           | Трав.           | Черв.           | Лип.            | Серп.           | Вер.            | Жовт.           | Лист.           | Груд.           | Рік             |
| Середня температура, °C | −2,4            | −0,3            | 6,2             | 13,6            | 19,9            | 24,5            | 26,6            | 25,8            | 20,8            | 14,9            | 7,1             | 0,1             | 13,1            |
| Норма опадів, мм        | 6.7             | 9.8             | 14.3            | 30.3            | 37.2            | 75.4            | 188.7           | 126.2           | 54.7            | 31.1            | 19.2            | 8.9             | 602.5           |
| Днів з опадами          | 3,3             | 4,1             | 4,3             | 7,1             | 6,1             | 9,8             | 15,7            | 12,8            | 9,7             | 8               | 6,8             | 4,1             | 91,8            |
| Вологість повітря, %    | 57.3            | 57.6            | 55.4            | 55.9            | 57.9            | 65.8            | 80              | 79              | 68.7            | 64              | 61.3            | 58.5            | 63.5            |
| ----------------------- | --------------- | --------------- | --------------- | --------------- | --------------- | --------------- | --------------- | --------------- | --------------- | --------------- | --------------- | --------------- | --------------- |
| Джерело: Weatherbase    |                 |                 |                 |                 |                 |                 |                 |                 |                 |                 |                 |                 |                 |